# SD Huesca
Sociedad Deportiva Huesca är ett spanskt fotbollslag från staden Huesca, i den autonoma regionen Aragonien. Klubben grundades den 29 mars 1960, men var då en omorganisering av tidigare klubbar. Huesca CF bildades 1910 och upplöstes 1926. 1929 bildades istället CD Huesca, som bytte namn till UD Huesca 1940. Klubben gick i konkurs 1956, men återbildades alltså som SD Huesca 1960.
Den äldre klubben, UD Huesca, gjorde ett ettårigt gästspel i Segunda División säsongen 1950/1951. Nya CD Huesca spelade från 1960-talet till började av 2000-talet huvudsakligen i Tercera División och Segunda División B, men segrade 2007/2008 i kvalspelet till Segunda División, där man första säsongen kom på 11:e plats och således klarade sig kvar. Sedan dess har klubben oftast spelat i andradivisionen, utom säsongerna 2013/2014 och 2014/2015 då man spelade i Segunda División B och säsongen 2018/2019 då man gjorde sin första och hittills enda säsong i La Liga.
Klubben spelar sina hemmamatcher på Estadio El Alcoraz, med utrymme för 5 500 åskådare.

## Meriter
- 2 säsonger i La Liga
- 10 säsonger i Segunda División
- 16 säsonger i Segunda División B
- 30 säsonger i Tercera División
- 2 säsonger i Regionala serier

## Kända spelare
Bland spelare fostrade i klubben eller nuvarande spelare kan nämnas Rubén Castro som har gjort sex mål på sju U-21 landskamper för Spanien. Luis Helguera, som spelar för klubben sedan 2008, är bror till Ivan Helguera och har tidigare spelat flera säsonger i Italien (Udinese, Fiorentina, Ancona och Vicenza). Ignacio Javier Gómez "Nacho" Novo är fostrad i klubben, men spelar sedan 2002 i Skottland för Dundee United och Rangers.